# Clinofergusonita-(Nd)
La clinofergusonita-(Nd) és un mineral de la classe dels òxids. Rep el nom en al·lusió a la seva relació dimorfa amb la fergusonita-(Nd). Fins al mes de setembre de 2022 s'anomenava fergusonita-(Nd)-β, canviant el nom a l'actual degut a les noves directrius aprovades per la CNMNC per a la nomenclatura de polimorfs i polisomes.

## Característiques
La clinofergusonita-(Nd) és un òxid de fórmula química NdNbO₄. La seva duresa a l'escala de Mohs es troba entre 5,5 i 6,5.
Segons la classificació de Nickel-Strunz pertany a «04.DG: Òxids i hidròxids amb proporció Metall:Oxigen = 1:2 i similars, amb cations grans (+- mida mitjana); cadenes que comparteixen costats d'octàedres» juntament amb els següents minerals: euxenita-(Y), fersmita, kobeïta-(Y), loranskita-(Y), policrasa-(Y), tanteuxenita-(Y), uranopolicrasa, itrocrasita-(Y), fergusonita-(Y)-β, fergusonita-(Ce)-β, itrotantalita-(Y), foordita, thoreaulita i raspita.

## Formació i jaciments
Va ser descoberta a la mina Oest del dipòsit de Bayan Obo, al Districte Miner de Bayan Obo de la ciutat de Baotou, a Mongòlia Interior (República Popular de la Xina). Es tracta de l'únic indret on ha estat descrita aquesta espècie mineral.